# Donji Martijanec
Donji Martijanec falu Horvátországban, Varasd megyében. Közigazgatásilag Martijanec község része.

## Fekvése
Varasdtól 17 km-re délkeletre a Varasdot-Ludbreggel összekötő út mellett fekszik. A község központi települése.

## Története
Az itt talált régészeti leletek szerint területe már az i. e. 1. évezredben is lakott volt, amikor illír és kelta törzsek éltek ezen a vidéken. Ezek földműveléssel és állattenyésztéssel foglalkoztak és kereskedelmi kapcsolatokat tartottak fenn a Pannon síkság, a Keleti-Alpok és a Balkán népeivel. Életükről mesélnek azok az impozáns kora vaskori halomsírok, melyek ma is megtalálhatók a környéken. Ilyenek találhatók Donji Martijanectől délre is. Martinjanec első ismert papját Ivan zágrábi püspök oklevelében a 13. század végén említik. Ebben a település a Dráva melletti birtokként szerepel, ma a Dráva 3 km-re van innét. Martijanec templomát és plébániáját 1259-ben említik először.
A török portyázók a 15. század végén jelennek meg ezen a vidéken, de még nagyobb lett a török veszély a vesztes mohácsi csata után. 1527-ben a török Varasdot és Ptujt támadta. Frangepán Kristóf horvát bán Varasd ostrománál súlyos sebet kapott. Ezt követően kísérete Martijanec kastélyába hozta és itt halt meg 1527. szeptember 27-én. 1532-ben II. Szulejmán szultán Bécs ellen vezetett hadjáratot, serege azonban csak Kőszegig jutott. A község területén ekkor mintegy kétszázezer török haladt át, akik minden útjukba eső falut felégettek. A 17. században az itteni birtokos a Mikulich család volt. A család a tudomány és a kultúra nagy pártolója volt, ők alapították a martijaneci egyházi iskolát is. A 18. század első felében a Mikulichok a Gotal családdal kerültek rokonságba, a Gotalokat ezután többször Gotal-Mikolichoknak is nevezik. 1746-ban Martijanec Hrastovljannal együtt a Patacsich család birtoka lett, így a család a slanjei birtokokkal együtt a Drávamente egyik legnagyobb birtokosa lett. Patacsich Lajos gróf Martijanecen új plébániatemplom felépítését határozta el. Az építés 1766-ban indult, azonban a gróf még ebben az évben meghalt és végül fia, János folytatta a templomot, melyet 1775-ben szenteltek fel. Ekkor már János gróf sem élt, így a templom kegyura özvegye Patacsich Eleonóra grófnő lett. A pompázatos barokk épület, melyet a Ranger-iskola stílusában festettek ki ma is a község plébániatemploma. Orgonája 1796-ban Mariborban Josip Otonič műhelyében készült. A templommal együtt épült fel a plébánia barokk épülete is, mely azóta több kisebb átalakításon ment át.
A Patacsich család egy földszintes nemesi kúriát is épített ide, melyet nagy park övezett. A kúria nem volt nagy luxussal berendezve, mivel a családnak már volt Varasdon is egy gazdagon berendezett palotája. Patacsich Bertalan gróf a falu nagy jótevője volt. Sok helyi paraszt kapott itt földet és a gróf alapítványt is tett jobbágyainak megsegítésére. A grófnak nem született gyermeke, 1817-ben halt meg Martijanecen. Halálát követően a kastélyba Vrbanovec ura báró Rauch Pál tábornok költözött, aki rokonságban a Patacsichokkal. A kastélyt Rauch György bővíttette, mely ekkor nyerte el mai alakját. A kastély körüli park is megújult új egzotikus fák és növények beültetésével. Ebben az időben Martijanec a minta birtokok közé tartozott. Utolsó birtokosa Pál báró lánya Rauch Erzsébet és férje Vuk Vučetić Brinjski voltak. 1919-ben a martijaneci birtok nagy része az agrárreform rendelkezése alá esett, a kastély elnevezése és funkciója is többször változott. 1945-ben állami tulajdonba került, minőségi vetőmagokat előállító üzem, azután 1963 és 1968 között mezőgazdasági oktatási központ, majd 1969 és 1977 között a mezőgazdasági alkalmazott tudományok központja működött itt. 1977-től a ludbregi PIK mezőgazdasági üzemé volt. A kastély és a gazdasági épületek felújítás hiányában pusztulásnak indultak, a parkban a növényzet elburjánzott, az egykor gyönyörű tó elmocsarasodott. A végső pusztulás jelei egyre jobban mutatkoztak. Végül 1996-ban a kastélyt és az épületek a Šmrček család vásárolta meg, akik nagy összegeket fektettek a felújításba.

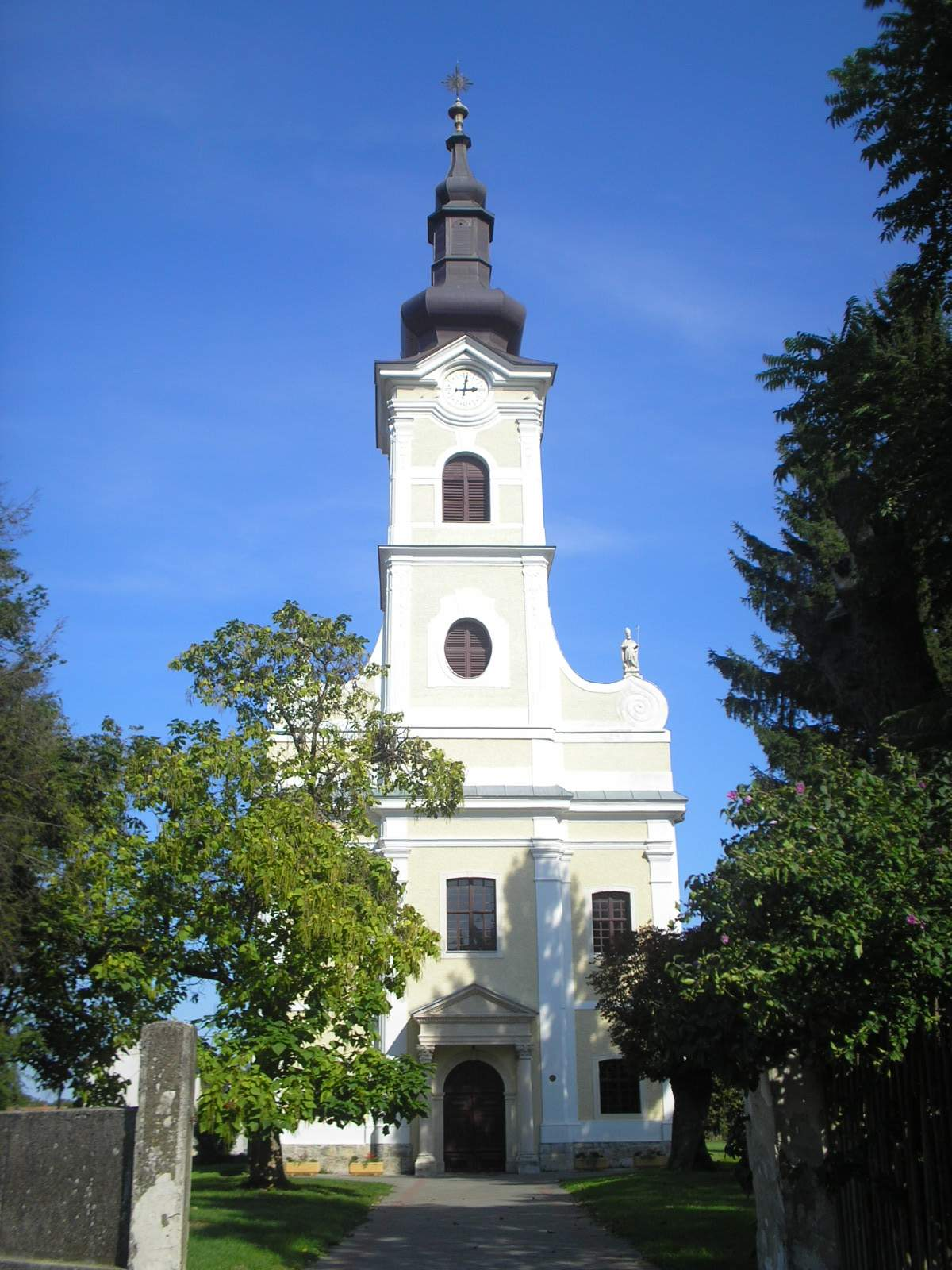
A Szent Márton plébániatemplom

2001-ben a falunak 430 lakosa volt.

## Nevezetességei
- A Patacsich-Rauch kastély a 18. században épült, a 19. században klasszicista stílusban bővítették. Kiterjedt, egykor halastóval is ékesített park övezi.
- Szent Márton püspök tiszteletére szentelt római katolikus plébániatemploma 1766 és 1775 között épült késő barokk stílusban. Oltárai, szószéke, orgonája és szentély faliképei szintén késő barokk stílusúak.
- A martijaneci plébánia késő barokk épülete a 18. században épült.

## Külső hivatkozások
- A község alapiskolájának honlapja
- Varasd megye kulturális emlékei[halott link]